# Singet dem Herrn ein neues Lied, BWV 190a
Singet dem Herrn ein neues Lied, BWV 190a (Canteu al Senyor un càntic nou) és una cantata de Johann Sebastian Bach per a la commemoració del segon centenari de la Confessió d'Augsburg, estrenada a Leipzig el 25 de juny de 1730.

## Origen i context
És una paròdia de la cantata del mateix títol, BWV 190 – amb text de Picander – interpretada el primer dels tres dies de festa destinats, el juny de 1730, a la celebració del segon centenari de la Confessió d'Augsburg, ocasió en què es presentaren les bases de la Reforma protestant; el segon dia, 26 de juny, s'interpretà la BWV 120b i el tercer la cantata perduda Wünchet Jerusalem Glück (BWV Anh. 4).

## Discografia seleccionada
- J.S. Bach: Cantatas BWV 190a, 84, 89 & 27. Diethard Hellmann, Bachcor und Bachorchester Mainz, Marlene Worms, Dieter Ellenbeck, Jakob Stämpfli. (DdM-RECORDS), 1998.